# La vall de les mentides
La vall de les mentides (originalment en francès, La Vallée des mensonges) és una pel·lícula de televisió francesa dirigida per Stanislas Graziani, emesa l'any 2014 per televisió. El 29 de novembre de 2020 es va estrenar el doblatge en català a TV3.

## Sinopsi
La Laura Fanton torna al petit poble on va créixer després de molts anys de viatjar pel món amb el seu avi i de viure a París, on va arribar a ser una gran xef. Tot i la tristesa d'haver perdut una amiga de la infantesa, morta fa poc en un accident a la casa dels Fanton, torna al poble amb la il·lusió d'arreglar l'antiga mansió familiar i convertir-la en un establiment turístic. Però de seguida nota el rebuig de bona part dels habitants del poble, que no amaguen el seu ressentiment envers el seu avi, i només troba impediments per posar en marxa les reformes de la casa. La tornada al poble no és tan fàcil ni agradable com s'esperava la Laura, al contrari.

## Repartiment
- Julie de Bona: Laura
- Xavier Lemaître: Jean
- Stéphane Rideau: Marcel
- Hubert Koundé: El gendarme
- Augustin Legrand: Vicent
- Andréa Ferréol: Mercedes
- Jérémy Lorca: Renaud